# Orchestina foa
Orchestina foa är en spindelart som beskrevs av Michael Ilmari Saaristo och van Harten 2002. Orchestina foa ingår i släktet Orchestina och familjen dansspindlar.
Artens utbredningsområde är Socotra. Inga underarter finns listade i Catalogue of Life.